# 肺サーファクタント

肺胞の構造

肺サーファクタント（はいサーファクタント、英語: Pulmonary surfactant、肺表面活性物質）とは、肺胞の空気が入る側へと分泌されている界面活性剤である。なお、肺サーファクタントは単一の成分ではなく、リン脂質を主成分とした混合物である。日本語では、肺胞サーファクタント（はいほうサーファクタント）や、肺表面活性物質（はいひょうめんかっせいぶっしつ）などと呼ばれることもある。

## 役割
肺サーファクタントは肺呼吸をするに当たって、肺胞を広げるのに必要なエネルギーを少なくしている。と言うのも、肺胞はだいたい球形をしており、肺胞の空気が入る側に発生する表面張力は、肺胞を潰して空気を追い出す方向に作用するからである。この表面張力によって肺胞内から空気が虚脱するのを防ぐために、肺を持った動物は、界面活性剤が持つ性質の1つである表面張力を緩和する作用を利用すべく、肺胞内に肺サーファクタントを分泌している。組織液の表面張力は約50 (ダイン/cm)であるのに対し、肺サーファクタントの存在によって、実際の肺胞における表面張力は約20 (ダイン/cm)にまで緩和されている。もしも肺サーファクタントが不足すると、肺胞が潰れやすいため呼吸困難に陥ることがある。

## ヒトにおける分泌場所と成分
ヒトの肺サーファクタントは、II型肺胞上皮細胞によって産生されて、肺胞の空気が入る側へと分泌されている

。
ただし、肺サーファクタントの分泌は、肺呼吸が開始される以前の胎児の段階から既に始まっており、概ね妊娠20週目頃より分泌が開始され、28週頃より増加、34週で十分な量となる。その成分の約90 ％は、分子内に疎水性の部分と親水性の部分を持っていて界面活性剤として作用するリン脂質である。リン脂質の中で、その約8割を占めている主要成分はジパルミトイルホスファチジルコリン（dipalmitoylphosphatidylcholine）である。残り約10 ％はある種のタンパク質（肺サーファクタントタンパク質A～D）、遊離脂肪酸、トリグリセリドなどから成る。なお、ヒトに対してアンブロキソールを経口投与すると、II型肺胞上皮細胞からの肺サーファクタントの産生が促進されることが知られている

。
ちなみに2016年現在、アンブロキソールは去痰薬として臨床で使用されている

。
また、同じく去痰薬として臨床使用されている、アンブロキソールと類似の化学構造を持ったブロムヘキシンも、やはりII型肺胞上皮細胞からの肺サーファクタントの産生を促進する作用を持つ

。

## 肺サーファクタント製剤
肺サーファクタントは製剤化されており、2016年現在、新生児呼吸窮迫症候群に対して肺サーファクタント補充のために臨床で使用されている。

### 新生児呼吸窮迫症候群のリスク
既述の通り、ヒトでは胎生34週目頃より肺サーファクタントの分泌が始まる。つまり、特に早産で未熟児の状態で産まれると肺サーファクタントが不足しやすいことを意味する。新生児において肺サーファクタントが不足している場合、肺胞が潰れやすく呼吸困難に陥ることがある。こうなると肺呼吸にエネルギーを浪費し、いずれ消耗して呼吸不全となり死亡するなどといったことが起こることがあり、これを新生児呼吸窮迫症候群と呼ぶ。新生児呼吸窮迫症候群の発生頻度は、妊娠28週未満で出生したヒトの約60 ％、妊娠28週から34週で出生したヒトの約30 ％と高率であるのに対して、妊娠34週以降に出生したヒトに起こる頻度は5 ％未満にまで低下する

。
ただし、新生児呼吸窮迫症候群発症のリスクを上げる要因が、早産以外にも知られている。例えば、母体が糖尿病で血糖コントロールが悪いと、胎盤を通して胎児へも高濃度の血糖が供給され続けるため、胎児の膵臓のランゲルハンス島β細胞からは大量のインスリンが分泌され続ける。胎児の膵臓から分泌されたインスリンは、高血糖の母体から高濃度の血糖を供給され続けるために上昇した胎児の血糖値を下げる作用をする他に、肺サーファクタントの合成も抑制する。このため、インスリンが大量分泌されていた胎児が出生すると、新生児呼吸窮迫症候群発症のリスクが上がるのである

。
また、陣痛が起こることで胎児の肺サーファクタントの合成が促進されると考えられており、陣痛前に帝王切開を行った場合は、新生児呼吸窮迫症候群発症のリスクが上がる可能性が指摘されている

。
新生児呼吸窮迫症候群発症のリスクが高い場合は、肺サーファクタントの合成を促進する作用のあるステロイドホルモン製剤を予防的に投与しておく場合もある

。

### 新生児呼吸窮迫症候群の治療
いずれにしても、出生後に発生してしまった新生児呼吸窮迫症候群に対しては、健康なウシの肺抽出物などから作られた肺サーファクタント製剤の気管内への直接投与が有効である。その投与方法は、岩手医科大学の藤原哲郎らが開発した肺サーファクタント製剤のサーファクテン（Surfacten）の場合、可能な限り出生後8 時間以内に、新生児の体重1 kg当たり、サーファクテン120 mgを生理食塩水4 mlに懸濁させたものを、新生児の体温程度に暖めて、4回から5回に分けて気管内へと注入する。この時、気管内に注入した肺サーファクタント製剤を肺胞内へと行き渡らせるために、1回注入するごとに新生児の体位を変換し、肺へと酸素を送り込む。効果が不充分である場合は、1度だけサーファクテンの追加投与を同様の方法で行う。奏功した場合は、徐々に酸素濃度や肺へ送り込む圧力を下げるなどして、通常の空気を呼吸する状態へと移行させる。
なお、胎児の肺の成熟度を見る指標として、羊水中から検出される胎児肺由来の肺サーファクタントにおける、レシチン（L）とスフィンゴミエリン（S）の比（L/S比）が挙げられ、この指標は新生児呼吸窮迫症候群の発生予測に用いられることがある。肺サーファクタントの主成分であるジパルミトイルホスファチジルコリンは、レシチンの1種に分類されることもあるリン脂質であり

、レシチンの割合が多ければ胎児の肺は成熟していると見なされる。と言うのも、胎児肺由来の肺サーファクタントに含まれるスフィンゴミエリンは妊娠経過を通じてほぼ一定濃度であるのに対して、レシチンの濃度は胎児肺の成熟に伴って上昇してくるからである。L/S比が1.5以下の場合は胎児の肺は未熟であることが多く、2.0以上であれば成熟していることが多いとされている。